# Pregnana Milanese
Pregnana Milanese – miejscowość i gmina we Włoszech, w regionie Lombardia, w prowincji Mediolan.
Według danych na rok 2004 gminę zamieszkiwały 6003 osoby, 1500,8 os./km².
W miejscowości jest przystanek kolejowy Pregnana Milanese.